# Eccidio di San Piero a Ponti
L'eccidio di San Piero a Ponti (o eccidio di via XIII Martiri) è stato un crimine di guerra compiuto il 13 agosto 1944 a San Piero a Ponti per opera di soldati tedeschi della 29ª divisione Panzergrenadier contro un gruppo di tredici civili italiani, conosciuti come i martiri di San Piero a Ponti.
San Piero a Ponti è un centro abitato suddiviso amministrativamente tra i comuni di Campi Bisenzio e Signa. È posto lungo la "via Pistoiese" (strada statale 66), lungo la quale passa il confine tra i due comuni, ed è attraversato dal fiume Bisenzio.

## Fatti
Nella mattina dell'11 agosto 1944 due soldati tedeschi percorrevano su un sidecar la strada statale 66 in direzione Poggio a Caiano, dove dovevano consegnare alcuni documenti al locale comando. Giunti sul ponte sul Bisenzio di San Piero, i soldati non si accorsero che il ponte era pericolante e in parte crollato e caddero nel greto del fiume. Subito soccorsi dalla gente del luogo, non riportarono gravi ferite e il comando tedesco ebbe la cura di transennare gli accessi del ponte e di collocare alcuni cartelli di avviso.
La notte seguente, qualcuno decise di compiere un atto di sabotaggio a danno degli occupanti e rimosse le transenne e i cartelli che avvertivano del pericolo. La mattina del 12, una camionetta tedesca imboccò la rampa di accesso al ponte e cadde nel greto. Questa volta le conseguenze per i passeggeri furono severe: un soldato perse la vita, uno fu ridotto in condizioni disperate e due riportarono ferite.

### Rastrellamento
Il comando tedesco della zona, visto il sabotaggio avvenuto nella notte, decise di effettuare una rappresaglia, ordinando la fucilazione di venti ostaggi tra i cittadini della zona. La caccia per le strade di San Piero riuscì però a scovare sedici uomini, ma uno di loro, il dodicenne Ivano Bonacchi, venne lasciato andare forse per la giovanissima età.
Mentre i tedeschi stavano portando i quindici al luogo della fucilazione, due di loro poterono salvarsi: il primo, Ugo Rastrelli (16 anni) fu fatto scappare via da un soldato alsaziano a cui aveva chiesto mercé in francese; il secondo, il diciannovenne Nilo Benesperi, tentò il tutto per tutto saltando con la forza della disperazione un muro di cinta, facendo poi perdere le proprie tracce nei campi tra le fucilate dei tedeschi.

### Esecuzione
I tredici prigionieri ancora in mano dei tedeschi furono allora fucilati uno per uno davanti a una casa di via San Piero a Ponti (ribattezzata via XIII Martiri dopo la Liberazione in ricordo dell'eccidio).
Seguono i nomi dei fucilati:
- Dino Calzolari, 67 anni, di San Piero a Ponti
- Ovidio Gaetano Campani, 62 anni, di San Piero a Ponti
- Narciso Checchi, 61 anni, di San Mauro a Signa
- Dino Giuseppe Fiaschi, invalido di 43 anni, di San Piero a Ponti
- Mario Manetti, 63 anni, di San Cresci
- Giuseppe Maoggi, 63 anni, di San Mauro a Signa
- Arturo Masi, 60 anni, di San Piero a Ponti
- Ademaro Paoletti, 69 anni, di San Piero a Ponti
- Amedeo Papini, 64 anni, di San Cresci
- Gaetano Parri, 52 anni, di San Donnino
- Cornelio Pugi, 52 anni, di San Mauro a Signa
- Pietro Signorini, 67 anni, di San Martino di Campi Bisenzio
- Amerigo Testi, 54 anni, di San Mauro a Signa

## Monumenti e omaggi
In occasione del primo anniversario della strage venne scoperta una lapide sulla casa dove vennero fucilati i tredici uomini. La via dove avvenne l'eccidio è stata ribattezzata "via XIII Martiri".